# KPS Chemik Police
Le Chemik Police est un club féminin de volley-ball polonais fondé en 1988 et  basé à Police évoluant pour la saison 2019-2020 en Liga Siatkówki Kobiet.

## Palmarès
- Championnat de Pologne[4]
  - Vainqueur : 1994, 1995, 2014[5], 2015[6], 2016[7], 2017[8], 2018[9], 2020[10], 2021.
- Coupe de Pologne[4]
  - Vainqueur : 1993, 1994, 1995, 2014[11], 2016[12], 2017[13], 2019[14] 2020[15], 2021.
  - Finaliste: 1996, 2015[16].
- Supercoupe de Pologne
  - Vainqueur : 2014[17], 2015[18], 2019[19].
  - Finaliste : 2017[20], 2018.

## Historique des logos

Logo de PSPS Chemik Police
Logo de KPS Chemik Police